# Antigua GFC
Antigua GFC is een Guatemalteekse voetbalclub uit Antigua. De club speelt in de Liga Nacional de Guatemala en heeft als thuisstadion het Estadio Pensativo, dat 9.000 plaatsen telt.

## Geschiedenis
Antigua GFC werd opgericht in 1958 en is diverse keren gedegradeerd en weer gepromoveerd naar het hoogste niveau. In 2015 wist de club voor het eerst landskampioen te worden en wist dit in de jaren daarna nog tweemaal te herhalen.

## Gewonnen prijzen
- Liga Nacional de Guatemala

Apertura 2015, Apertura 2016, Apertura 2017